# Rubus vigoi
Rubus vigoi é uma espécie de planta com flor pertencente à família Rosaceae. 
A autoridade científica da espécie é Roselló, Peris & Stübing, tendo sido publicada em Fontqueria 36: 375-376 (1993).

## Portugal
Trata-se de uma espécie presente no território português, nomeadamente em Portugal Continental.
Em termos de naturalidade é endémica da Península Ibérica.

## Protecção
Não se encontra protegida por legislação portuguesa ou da Comunidade Europeia.